# Justice Wamfor
Justice Wamfor (Bafoussam, 5 agosto 1981) è un ex calciatore camerunese, di ruolo centrocampista.

## Palmarès

### Club

#### Competizioni nazionali
- Campionato belga: 1

Genk: 2001-2002